# 北辰フーズ
株式会社北辰フーズ（ほくしんフーズ）は、北海道江別市に本社を置く、菓子製造・販売の企業。ロート製薬の子会社である。

## 概要
1984年に夕張市農業協同組合（JA夕張市）の依頼により、夕張メロンゼリーを初めて開発・製造し「シャーベリアス夕張メロン」を発売。完熟メロンの食感までも再現された高品質フルーツゼリーの先駆けとして高い評価と支持を得ており、同社の主力製品となっている。その他、果物や野菜を使ったゼリーやレアチーズケーキの製造・販売も行っている。
2013年12月に大阪市生野区に本社を置く製薬会社であるロート製薬株式会社の完全子会社となった。同社は目薬や胃腸薬などの一般用医薬品や化粧品の製造・販売を行う一方、薬膳フレンチレストラン「旬穀旬菜（しゅんこくしゅんさい）」の運営を手掛けるなど、従来の製薬会社の枠にとらわれない食の分野においても事業活動を行っており、株式会社北辰フーズの完全子会社化もその一環である。

## 供給元
メロン果汁の供給元が夕張市農業協同組合（JA夕張）。

## 主な製品
- 夕張メロンゼリー　エスト
- シャーベリアス夕張メロン
- 夕張メロン　クプル
- 北海道産夕張メロンひとくちゼリー
- 夕張メロンゼリーネオ
- 夕張メロンゼリー＆フルーツゼリーコレクション
- 北海道レアチーズケーキ
- 北海道プレミアムプリン
- 涼ごこち
- JELLY&ME（ロート製薬とのコラボレーション商品）

## 所在地
本社
北海道江別市緑町西3丁目1-1
東京営業所
東京都港区芝1丁目7-5 ロート東京ビル2F